# 統計的差別
統計的差別（英: statistical discrimination）とは、経済主体（消費者、労働者、雇用主など）が、交渉相手の個人に対して持つ情報が不完全である場合に、統計的に合理的に判断しようとした結果として、人種や性別などに基づく不平等が生じるという状態を指す。統計による差別とも言う。
例えば、企業が採用段階において、労働者の能力を個人の実際の能力ではなく、「性別」などの労働者が所属する属性ごとの統計的な平均値に基づいて推測し、採用の判断をする結果、属性ごとの賃金格差が拡大するなどの差別的状態が生じることを言う。

## 概要
「統計的差別」の理論によれば、経済主体が合理的で偏見を持たない場合でも、統計的母集団（統計を取る調査対象となる集団）に対して不平等が生じる。この「統計的差別」の理論は、各集団における労働市場の成果の格差を、人種差別、性差別、個々人の好き嫌いなどによって説明するという「嗜好による差別」（「差別的嗜好」）の理論とは対照的なものである。「嗜好による差別」を行う雇用者は、企業の利益を最大化することよりも自分の差別的嗜好を優先する人間であるため、長期的には市場の圧力で淘汰されてしまうことが期待されるのに対して、「統計による差別」を行う雇用者は、逆に、自分の入手できる情報をすべて利用して企業の利益の最大化を行う人間であるため、市場においてその不平等が存在する状態がずっと続く可能性がある。
「統計的差別」の理論は、ケネス・アロー（1973）およびエドムンド・フェルプス（1972） によって最初に唱えられた。なお「嗜好による差別」の理論は、「差別の経済学」の理論の確立者である経済学者のゲーリー・ベッカーが最初に唱えた理論である。
「統計的差別」という用語は、雇用主が雇用決定を行う方法に関連している。採用応募者の生産性に関する情報は不完全であるため、生産性を推測するために、応募者の所属する集団の統計的情報を使用する。もし、とある少数派集団において、統計的に予測される生産性が低かった場合（これは、その少数派集団が昔から差別または不平等を経験してきたためでもある）、そのグループに所属する個人も生産性が低いと見なされ、ここに差別が発生する。
このタイプの差別は、差別を自己強化する悪循環を生み出す。なぜなら、差別を受けている集団に所属する個人は、その人それぞれの能力の高い低いとは関係なく、差別されていない集団に所属する個人よりも平均投資収益率（教育などに投資して、それが自分の賃金に反映される割合）が低いため、労働市場への参加を思い留まったり、技量向上を試みることを諦めたりするからである。
統計的差別に対して法律で禁止したり罰を科す国もある。日本では、特に男女の賃金格差が統計的差別によって引き起こされることが問題視されており、2015年施行の女性活躍推進法に基づいて、総務省、経済産業省、厚生労働省などの省庁から是正を求める達示が出されている。経済産業省傘下の独立行政法人経済産業研究所の山口一男は、男女共同参画推進の立場から言って統計的差別は良くない事であり、また市場の原理に照らしても、経済的合理性が無いと提言している。

## 理論

### シグナル
統計的差別の理論によると、統計的差別は、人材雇用の場合、求人への応募者が求人者に送るシグナルの違いに基づいている。例えば新卒採用では、求人への応募者は求職者の知識や技能などを正確に把握していないという「情報の非対称性」の中で、膨大な数の応募者に対処するため、応募者の学歴や資格や体育会系か否かなどのシグナルで選別しようとする。過去の体育会系出身者の平均的な働きぶりから、目の前の体育会系の学生を評価しようとする。
そして、それらのシグナルは、応募者の生産性を伝達はするものの、ノイズが混じっている。グループごとのシグナルの分散（すなわち、シグナルにどれだけノイズが混じっているか）の期待される平均値に基づいて、差別が引き起こされる可能性がある。差別が発生する前提として、リスク回避を求める意思決定者の存在があり、そのような意思決定者は分散の低いグループを好むだろう。例えば、筋肉量の分散が低い（全員が筋肉質である）ことが期待される体育会系などである。

### シグナルの精度
仮に、平均と分散を含むすべての点で理論的に同一である2つの集団が存在としても、リスクを嫌う意思決定者は、シグナルの誤差項を最小化するであろう測定結果（シグナルやテストなど）が存在するグループを好む。
例えば、集団Aと集団Bが存在すると仮定する。集団Aと集団Bは理論的に同一のテストスコアを持っており、しかも2つの集団のスコアは母集団全体の平均をはるかに上回っていると仮定する。しかし、集団Aの方が、集団Bと比べて大量のデータを利用できる場合、集団Aのスコアの方が、集団Bのスコアよりもより信頼できると考えられる。
その後、集団Aに所属する個人aと、集団Bに所属する個人bの2人が同じ仕事に応募したとすると、個人aが雇用されるだろう。なぜなら、リスクを嫌う意思決定者にとって、集団Aのスコアの方がより確実性が高く、集団Bのスコアは偶然性がより高いと認識されているためである。
逆に、集団Aのスコアと集団Bのスコアが共に母集団全体の平均を下回っていた場合、集団Aの方が利用できるデータが多い分、集団Aのネガティブなスコアの方がより信頼できる推定値であると考えられる。そのため、集団Aに所属する個人aと、集団Bに所属する個人bの2人が同じ仕事に応募した場合、個人bの方が採用されるだろう。
結果として、理論的に全く同一である集団Aと集団Bに所属する個々人の間で雇用機会に違いが生じると同時に、集団同士の平均賃金にも違いが生じることになる。
要するに、シグナルの精度が低いグループに所属する個人は、本人の真の能力に関わらず、賃金の低い仕事に不釣り合いに採用されることになる。

## その他
アメリカでは違法とされている、アフリカ系アメリカ人に対する住宅ローン貸付差別は、一つの要因として統計的差別によって引き起こされる可能性があることが示唆されている。